# چیشنچین
چیشنچین (به لهستانی:  Cieszęcin) یک روستا در لهستان است که در گمینا ویروشوو واقع شده‌است.